# Chrysogorgia pyramidalis
Chrysogorgia pyramidalis is een zachte koraalsoort uit de familie Chrysogorgiidae. De koraalsoort komt uit het geslacht Chrysogorgia. Chrysogorgia pyramidalis werd in 1908 voor het eerst wetenschappelijk beschreven door Kükenthal.